# Shroomish
Shroomish (japanski: キノココ Kinokoko) jedan je od 1025 fiktivnih vrsta Pokémona iz medijske franšize Pokémon, skupa Pokémon videoigara, animiranih serija, manga stripova, knjiga, igraćih karata i drugih medija kojima je tvorac Satoshi Tajiri. Svrha je Shroomisha u videoigrama, animiranoj seriji i manga stripovima, kao i svrha ostalih Pokémona, borba s divljim Pokémonima – neukroćenim stvorenjima koje igrači i likovi pronalaze dok kreću na razne avanture – i pripitomljenim Pokémonima drugih Pokémon trenera.
Shroomishevo ime dolazi od engleske riječi "mushroom" = gljiva, i engleskog oblikotvornog morfema "-ish". Njegovo japansko ime, Kinococo, kombinacija je japanskih riječi "kinoko" = gljiva, i "ko" = dijete.

## Biološke karakteristike
Shroomish podsjeća na jako veliku gljivu. Zelene je boje, te ima tamnozelene pjege po cijelom tijelu. Čini se da mu je izgled lica stalno namršten. Ima malene nožice koje mu izbijaju na dnu njegova tijela.
Shroomish živi u mračnim područjima duboko unutar šuma. Živi u vlažnoj zemlji te se hrani kompostom istrunulog lišća, posebno nakon kišnih oluja. Često će se sakriti ispod otpalog lišća, ali ako Shroomish osjeti opasnost, počet će tresti svoju glavu kako bi otpustio otrovne spore.

## U videoigrama
Shroomisha se može pronaći samo u Pokémon Ruby, Sapphire i Emerald videoigrama, i to samo na jednom mjestu, a to je Petalburg Šuma. Prilično je rijedak, ali je češći od Slakotha. Shroomish se razvija u Brelooma, jedinstvenog Travnatog/Borbenog Pokémona, na 23. razini. Može ga se oteti i u Pokémon XD: Gale of Darkness videoigri.

## U animiranoj seriji
U Pokémon animiranoj seriji, Shroomish se pojavio nekoliko puta. U 285. epizodi, Ash Ketchum i njegovo društvo spase grupu Shroomisha od sigurne smrti nakon što njihov dom, stara vila, biva srušena. Shroomish je imao manju ulogu u epizodi 287, gdje je bio jedan od Pokémona koje je uhvatio Tim Raketa. Kasnije, u epizodi 358, Tim Raketa naljute grupu divljih Shroomisha kada im ukradu njihovu hranu. Shroomishi evoluiraju u Breloome, te Pokémoni nastave proganjati trio. Ash i njegovo društvo se umiješaju, te se cijela grupa razdvoji nakon što Breloomi izvedu grupni Brzi udarac (Mach Punch). Mayin Torchic razvije se u Combuskena te se bori protiv Brelooma koji je vođa grupe. Nakon što bivaju izjednačeni, dva Pokémona na kraju proglase primirje i mir biva uspostavljen.